# Blic
Blic è un quotidiano di informazione serbo, in particolare di Belgrado, anche se ne esiste una edizione del Montenegro, sempre scritta in serbo, sebbene i due Stati siano divisi grazie al referendum del 2006. Ha un'ampia selezione di notizie in inglese.
Viene considerato come il quotidiano più stampato del Paese ed è ricco di immagini; tuttavia le critiche spuntano di tanto in tanto dato che il giornale molto spesso pubblica immagini di ogni tipo non adatte a tutti i lettori.
"Blic" in serbo è una voce onomatopeica che corrisponde al suono dello scatto della macchina fotografica.

## Pronuncia
Dato che in serbo, nella scrittura latina (a differenza di molti altri quotidiani, i testi di Blic sono scritti in alfabeto latino), la "c" si legge come la "z" di "grazie" in italiano, la pronuncia vera sarebbe quindi "Blitz". Da non confondere quindi con le classiche parole di origine slava che finiscono in "-ic" e si leggono "ic(i)".